# Erika Kuročkina
Erika Kuročkina (* 30. Oktober 1989 in Vilnius) ist eine litauische liberale Politikerin, Vizeministerin und  stellvertretende Wirtschaftsministerin Litauens.

## Leben
Nach dem Abitur 2008 am Juventos-Gymnasium in Naujininkai der litauischen Hauptstadt Vilnius absolvierte Kuročkina von 2008 bis 2012 das Bachelorstudium der Politikwissenschaft und von 2012 bis 2014 das Masterstudium der Analyse der öffentlichen Politik an der Universität Vilnius. 
Von Dezember 2011 bis Februar 2013 arbeitete sie als Projektassistentin in der Unterabteilung Kultur der Abteilung für Bildung, Kultur und Sport der Stadtgemeinde Vilnius.
Von Mai 2013 bis 2021 war sie leitende Spezialistin der Abteilung Finanzen und Wirtschaft der Stadtverwaltung Vilnius. Von  2021 bis April 2023 war sie   Beraterin der Ministerin für Wirtschaft und Innovation der Republik Litauen.  Seit Mai 2022 ist sie stellvertretende Wirtschaftsministerin Litauens und Stellvertreterin von Aušrinė Armonaitė im Kabinett Šimonytė.